# Nososticta baroalba
Nososticta baroalba är en trollsländeart som beskrevs av Watson och Theisching. 1984. Nososticta baroalba ingår i släktet Nososticta och familjen Protoneuridae. Inga underarter finns listade i Catalogue of Life.